# NGC 237

NGC 237

NGC 237 هي مجرة في كوكبة قيطس اكتشفت في 21 نوفمبر 1886.

## روابط خارجية
- NGC 237 على موقع ويكي سكاي: DSS2, SDSS, GALEX, IRAS, Hydrogen α, X-Ray, Astrophoto, Sky Map, Articles and images